# Chinchillula sahamae
Chinchillula sahamae (Thomas, 1898) è un roditore della famiglia dei Cricetidi, unica specie del genere Chinchillula (Thomas, 1898), diffuso nell'America meridionale.

## Etimologia
L'epiteto generico deriva dal vezzeggiativo del nome scientifico Chinchilla, con allusione all'aspetto della pelliccia di questi piccoli topi molto simile a quello dei tipici roditori andini, mentre il termine specifico fa riferimento al vulcano Sajama, nella Bolivia occidentale dove nel 1897 fu catturato l'olotipo.

## Descrizione

### Dimensioni
Roditore di medie dimensioni, con la lunghezza della testa e del corpo tra 153 e 168 mm, la lunghezza della coda tra 94 e 114 mm, la lunghezza del piede tra 34 e 37 mm, la lunghezza delle orecchie tra 35 e 38 mm e un peso fino a 155 g.

### Caratteristiche craniche e dentarie
Il cranio è privo di creste sopra-orbitali, le ossa nasali sono relativamente larghe. I molari sono notevolmente ipsodonti, ovvero con una corona molto bassa, mentre gli incisivi sono stretti, lisci e giallognoli.
Sono caratterizzati dalla seguente formula dentaria:

### Aspetto
La pelliccia è lunga, densa, soffice e setosa simile a quella dei cincillà. Le parti dorsali variano dal giallo-brunastro al fulvo con delle striature nerastre particolarmente lungo la spina dorsale, mentre le parti ventrali sono bianche e si estendono lungo la parte inferiori dei fianchi e sulle anche, dove spesso è presente una linea di demarcazione marrone scura. Le guance sono bianche. Le orecchie sono grandi, larghe e brunastre, con delle macchie bianche alla base posteriore e con dei ciuffi biancastri davanti. Le zampe sono bianche, i piccoli artigli delle dita sono completamente nascosti da ciuffi di peli. I piedi sono larghi, con la pianta priva di peli e con dei cuscinetti ben sviluppati. La coda è lunga più della metà della testa e del corpo, ricoperta densamente di peli, bianca e con una striscia dorsale brunastra. Le femmine hanno due paia di mammelle pettorali e due paia inguinali.

## Biologia

### Comportamento
È una specie terricola e notturna. Si rifugia in ambienti rocciosi tra ammassi e muri di pietra. È spesso associata alle viscacce.

### Alimentazione
Si nutre di piante. L'enorme stomaco può dilatarsi fino a contenere 12 g di materiale vegetale.

### Riproduzione
Gli accoppiamenti avvengono tra ottobre e novembre, con le nascite alla fine della stagione secca, durante il picco di crescita delle piante.

## Distribuzione e habitat
Questa specie è diffusa in Bolivia sud-occidentale, Cile settentrionale e Perù meridionale. La sua presenza nell'Argentina nord-occidentale non è confermata.
Vive negli altopiani andini tra 3.500 e 5.000 metri di altitudine.

## Conservazione
La IUCN Red List, considerato il vasto areale, la popolazione presumibilmente numerosa, la presenza in diverse aree protette e la tolleranza a diverse modifiche ambientali, classifica C.sahamae come specie a rischio minimo (Least Concern).